# 夏應星
夏應星（1545年—？），字長卿，號念鳧，直隸淮安府鹽城縣人，民籍，明朝政治人物。

## 生平
萬曆元年（1573年）癸酉科應天府鄉試第二十五名。萬曆二年（1574年）聯捷甲戌科會試第七十名，登進士第三甲第十四名。历官河南府推官。曾纂万历《盐城县志》十卷。

## 家族
曾祖父夏惠；祖父夏能，贈刑部主事；父夏雷，曾任布政司參政。嫡母唐氏（封安人）；生母傅氏。慈侍下。兄應宸、應寀（王府引禮）、應詔。